# Klik – život na dálkové ovládání
Klik – život na dálkové ovládání (v anglickém originále Click) je americká dramatická filmová sci-fi komedie z roku 2006 nominovaná na Oscara. Hlavní roli přepracovaného architekta Michaela Newmana, který dostane „univerzální dálkové ovládání“, s nímž může ovládat svůj život, ztvárnil Adam Sandler.

## Příběh
Architekt Michael Newman má se svou ženou Donnou dvě děti – Bena a Samanthu a je neustále sekýrován svým arogantním šéfem Johnem Ammerem. Michael často obětuje čas s rodinou pro práci, aby jim mohl poskytnout materiální věci, které on sám nikdy neměl.
Jednou se Michael, rozčílený z množství dálkových ovládání, které doma mají, vydá do obchodu, aby pořídil univerzální dálkové ovládání. V obchodě potká tajemného prodavače Mortyho, jenž mu univerzální dálkové ovládání dá, ale varuje ho, že ho nemůže nikdy vrátit.
Michael pak zjistí, že ovladačem může řídit skutečný svět, včetně času, a tak ho použije k přeskočení hádek s Donnou, svého nachlazení a také přeskočí rodinnou večeři, aby se mohl věnovat práci. Morty mu později prozradí, že při přeskakování času přepíná jeho tělo na „autopilota“ – jeho tělo zůstává na místě, zatímco jeho mysl se posune dál.
Když Michaelovi Ammer slíbí povýšení, rozhodne se k němu Michael přeskočit a ocitne se v budoucnosti vzdálené více než rok. Michael pak přijde na to, že jeho manželství má problémy a že zameškal smrt svého psa. Ovladač pak začne přeskakovat časové úseky, aniž by to Michael kontroloval. Morty to vysvětluje tím, že si ovladač pamatuje Michaelovy předchozí kroky a nyní je opakuje. Michael se to snaží zastavit, ale další den mu šéf oznámí, že opouští zemi a Michael by se jednou mohl stát ředitelem společnosti. Ovladač na to reaguje a přesune Michaela do roku 2017, ve kterém se stane Michael skutečně ředitelem, ale žije sám, děti ho nemají rády a s Donnou jsou rozvedeni. Michael pak navštíví svůj starý dům a po souboji s Donnou spadne a udeří se do hlavy.
Ovladač automaticky přeskočí dalších 6 let, než se Michael uzdraví. Donna se znovu vdala a Ben nyní pracuje v Michaelově společnosti. Ben řekne Michaelovi, že jeho otec Ted zemřel a Michael se proto přesune do posledního okamžiku, kdy se s otcem viděli. Michael tehdy fungoval na „autopilota“, a proto odmítl Tedovu nabídku na čas strávený společně. Když Michael smutní u otcova hrobu, Morty odhalí, že je Anděl smrti. Michael mu chce utéct, a tak se přesune v čase na Benovu svatbu, kde uvidí, jak Samantha nazývá Donnina nového manžela Billa „tati“ a dostane kvůli tomu infarkt. V nemocnici řekne Ben Michaelovi, že se rozhodli s manželkou kvůli práci odložit líbánky. Michael nechce, aby Ben opakoval stejné chyby jako on, a tak, i přes Mortyho varování, že zemře, běží za rodinou. Na ulici před nemocnicí zemře, ale ve společnosti rodiny a ještě jim stačí říct, že je miluje.
Po bílém záblesku se Michael probudí znovu v obchodě, kde koupil „univerzální ovladač“, a zjistí, že je v současnosti a dostal tak druhou šanci. Okamžitě navštíví svého otce a Donně, Benovi a Samantě slibuje, že už nikdy nebude upřednostňovat práci. Doma pak ale znovu objeví ovladač se vzkazem od Mortyho, kde mu dává druhou šanci. Tentokrát ovladač ale vyhodí a jde se věnovat své rodině.

## Obsazení
| Adam Sandler       | Michael Newman        |
| Kate Beckinsale    | Donna Newmanová       |
| Christopher Walken | Morty, Anděl smrti    |
| David Hasselhoff   | John Ammer            |
| Henry Winkler      | Ted                   |
| Julie Kavner       | Trudy                 |
| Sean Astin         | Bill                  |
| Joseph Castanon    | Ben v 7 letech        |
| Tatum McCann       | Samantha v 5 letech   |
| Jonah Hill         | Ben v 17 letech       |
| Lorraine Nicholson | Samantha v 15 letech  |
| Jake Hoffman       | Ben ve 30 letech      |
| Katie Cassidy      | Samantha ve 28 letech |
| Jennifer Coolidge  | Janine                |
| Cameron Monaghan   | Kevin O'Doyle         |
| Elliot Cho         | Ping Woo              |
| Rob Schneider      | princ Habíba          |
| James Earl Jones   | vypravěč              |
| Terry Crews        | muž zpívající v autě  |

## Ocenění a nominace
| Ocenění                             | Kategorie                                      | Nominovaný                   | Výsledek  |
| ----------------------------------- | ---------------------------------------------- | ---------------------------- | --------- |
| Casting Society of America Awards   | nejlepší casting (film: komedie)               | Roger Mussenden              | nominace  |
| Kids' Choice Awards                 | nejoblíbenější film                            |                              | nominace  |
| Kids' Choice Awards                 | nejoblíbenější filmový herec                   | Adam Sandler                 | vítězství |
| Motion Picture Sound Editors Awards | nejlepší střih zvuku pro hudbu (film)          | J. J. George a Stuart Grusin | nominace  |
| Oscar                               | nejlepší masky                                 | Kazu Hiro a Bill Corso       | nominace  |
| People's Choice Awards              | nejoblíbenější film: komedie                   |                              | vítězství |
| Teen Choice Awards                  | nejlepší film: komedie                         |                              | nominace  |
| Young Artist Awards                 | nejlepší herečka v hlavní roli (10 let a méně) | Tatum McCann                 | nominace  |
| Young Artist Awards                 | nejlepší rodinný film (komedie/muzikál         |                              | nominace  |